# 빅터 빅토리아
빅터 빅토리아(Victor/Victoria)는 1934년 프랑스로 배경하는 작품으로서, 여주인공 줄리 앤드루스(빅터 빅토리아)가 가난한 생활을 하면서 많은 고생과 고비를 겪다가 나중에 로버트 프레스톤(토디)의 도움으로 여장을 하는 남자처럼 꾸며서 사람들 앞에서 노래를 불러 많은 사람들에게 갈채와 인기를 받으면서 좋은 인생을 잘 살아가는 이야기다.

## 줄거리
눈이 오는 1930년대 프랑스에 살고 있는 남자 토디가 살고 있었고 토디가 어떤 가계에서 피아노 연주에 맞춰서 노래를 부르는 가수 빅토리아 그랜트 양이 있는 한 식당을 찾아갔다. 거기서 듣고 있는 라비는 그랜트가 부르는 노래가 형편없다면서 탈락시켰다. 게다가 그랜트는 호텔비도 2주간을 밀린 상황에서 호텔에 숙박하기도 했는데 마침내는 호텔주인이 참다 못해 그랜트를 내쫓았다. 그리고 같은 시각, 남자 토디는 호프 집에서 사람들 앞에 노래를 불렀으나 순식간에 호프집은 아수라장으로 변했다. 그리고 그랜트는 호텔 방안에 바퀴벌레를 무서워하면서도 바퀴벌레를 가방에 넣어서 식당마다 들어가 밥을 먹다가 바퀴벌레를 음식에 넣어서 주인장에게 돈을 받지 않으려는 꾀를 부리고 있었다. 그리고 실제로 그랜트가 식사 하는 도중에 토디가 식당에서 그랜트를 만나 대화를 했다가 그랜트가 바퀴벌레를 넣는 바람에 그 식당 주인장에게 돈을 받지 않았으며, 그랜트는 토디의 도움으로 제대로 된 인생을 걷기 시작했는데 그건 마치 남자목소리를 하면서 남자차림으로 변장하는 것이다. 즉, 여장차림으로 하는 남자로 꾸며 많은 사람들에게 인기를 받으면서 돈을 많이 받으면서 행복하게 사는 것이다. 결국 그랜트는 여장 차림으로 된 남자 행세를 하고 많은 사람들에게 인기를 받는데는 성공했고, 빅터 빅토리아라는 새 이름으로 사람들 앞에서 갈채를 받았으나 무대에서 그랜트가 여자 차림 그대로 남자같지 않고 여자 행동을 하는 걸 눈치챈 한 남성이 있었다. 바로 킹 마샹이었다. 킹 마샹은 빅터 빅토리아가 여자같은 행동을 눈치챘는데 겉모습이 남자 형태로 보였기 때문에 많이 의심을 했고, 빅터 빅토리아가 이상하다는 생각과 행동을 통해 항상 킹 마샹 머리 속에는 항상 빅터 빅토리아 생각에만 빠졌다. 그런데 정작 킹 마샹하고 같이 붙어있던 여자 노마 캐시디가 귀찮게 굴자, 킹 마샹은 비누를 노마 캐시디 입에다 쑤셔 넣자 분노한 캐시디가 창을 휘두르는 행패를 부렸다. 이에, 킹 마샹은 캐시디를 미국으로 쫓아냈지만 캐시디는 포기하지 않고 미국에서도 인기를 받았다. 한편, 킹 마샹은 심지어 빅터 빅토리아와 토디하고 어마어마하게 비싸고 큰 호텔에 사는 곳에 몰래 들어가기도 했었다. 결국 빅터 빅토리아는 킹 마샹에게 진실을 보여주게 되고, 킹 마샹도 빅터 빅토리아가 여자라는 걸 알게 되었다. 그리고 미국에서 돌아온 캐시디가 다시 빅터 빅토리아, 토디, 킹 마샹 앞에 섰지만 캐시디 역시 빅터 빅토리아가 여자라는 걸 알게 되어 빅터 빅토리아가 거짓으로 여성차림의 남자행세처럼 했다는 것으로 빅터 빅토리아의 일행들을 모두 경찰에 신고하려는 수작을 부렸지만 이것은 실패로 돌아갔고, 당황한 토디는 그걸 없었던 일로 꾸미기 위해 자신이 대신 여장차림의 남자로 무대에 서게 되어 본격적으로 여장 차림의 남자 행세를 하면서 끝이 난다.

## 출연

### 주연
- 줄리 앤드류스
- 제임스 가너
- 로버트 프레스턴

### 조연
- 레슬리 앤 워렌
- 알렉스 카라스
- 존 라이스 데이비스
- 그레이엄 스탁
- 피터 아네
- 허브 태니
- 마이클 로빈스
- 노먼 챈서
- 데이빗 갠트
- 마리아 찰스

## 기타
- 미술: 로저 마우스
- 세트: 해리 코드웰
- 의상: 패트리시아 노리스
- 배역: 메리 셀웨이

## 끝부분
영화 끝부분을 보면 다른 영화들과 조금 달리 "THE END"가 나오지 않고, 끝나기 직전에 영화 배우의 이름이 모두 나오면서 끝이 난다. 빅터 빅토리아는 줄리 앤드루스이고, 킹 마샹은 제임스 가너, 빅터 빅토리아를 챙겨준 토디는 로버트 프레스톤, 캐시디는 레슬리 앤 워런, 알렉스 카라스, 호텔 주인은 마이클 로빈스 등으로 배우 이름을 모두 보여준 채 끝난다.